# Ed Coan
Ed Coan född 24 juli 1963 är en amerikansk styrkelyftare.
Ed Coan har testats positivt för doping tre gånger (1985, 1989, 1996) och är sedan 1996 dopingavstängd på livstid från det internationella styrkelyftarförbundet (IPF).

## Personliga rekord
Ed Coan har satt över 70 världsrekord inom styrkelyft. När Coan gick i viktklass -100 kg så lyfte han totalt 2463 lbs (ca: 1117 kg) i en och samma serie, vilket vid tidpunkten var den tyngsta serie som någon någonsin lyft oavsett kroppsvikt. [källa behövs]
Ed Coans bästa lyft (ej samma serie):
- knäböj: 462 kg (1019 lbs)
- bänkpress: 265 kg (584 lbs)
- marklyft: 409 kg (901 lbs)

totalt: 1136 kg (2504 lbs)